# Danthoniopsis pruinosa
Danthoniopsis pruinosa är en gräsart som beskrevs av Charles Edward Hubbard. Danthoniopsis pruinosa ingår i släktet Danthoniopsis, och familjen gräs. Inga underarter finns listade i Catalogue of Life.